# Mohamed Elneny
Mohamed Naser Elsayad Elneny (arabisch محمد النني, DMG Muḥammad an-Nannī; * 11. Juli 1992 in al-Mahalla al-Kubra) ist ein ägyptischer Fußballspieler, der bei Al-Jazira unter Vertrag steht.

## Karriere

### Arab Contractors
Elneny begann mit dem Fußballspielen in der Jugendabteilung des Kairoer Vereins al Ahly SC. 2010 wechselte er zu al-Mokawloon al-Arab SC, einem Verein aus dem Kairoer Stadtteil Nasr City, und war in der Egyptian Premier League engagiert. Infolge der Stadion-Katastrophe im ägyptischen Port Said am 1. Februar 2012 wurde der Spielbetrieb in der Saison 2011/12 komplett eingestellt. Danach hatte er nur noch Einsätze in der U-23-Mannschaft des ägyptischen Fußballverbands als Vorbereitung für die Olympischen Sommerspiele 2012 und in sechs Freundschaftsspielen für die ägyptische A-Nationalmannschaft.

### FC Basel
Die Talentsichter des FC Basel beobachteten Elneny schon seit geraumer Zeit und luden ihn zum Probetraining. Im Januar 2013 hatte er das gesamte Trainingslager in Estepona in Südspanien absolviert und dabei den damaligen Trainer Murat Yakin so überzeugt, dass Elneny nach Mohamed Salah als zweiter Ägypter verpflichtet wurde, dies leihweise bis Ende Juni 2013.
Sein Debüt in der Super League gab er am 10. Februar 2013 als Einwechselspieler beim 3:0-Heimsieg in St. Jakob-Park gegen den FC Sion. Am Ende der Saison 2012/13 wurde Elneny mit dem FC Basel Schweizer Meister und stand im Finale des Schweizer Cup.
In der UEFA Europa League 2012/13 rückte er mit dem FC Basel bis ins Halbfinale vor und trat dort gegen den amtierenden UEFA-Champions-League-Sieger FC Chelsea an. In seiner ersten Saison mit dem FC Basel hatte Elneny innerhalb eines halben Jahres 32 Einsätze (15 in der Super League, 3 im Schweizer Cup, 8 in der Champions bzw. in der Europa League und 6 in Testspielen). Er schoss dabei ein Tor.
Die folgende Saison, die Spielzeit 2013/14, war für Elneny und den FCB erfolgreich. Das Team beendete die Saison 2013/14 als Meister und stand abermals im Final des Schweizer Cups, welcher aber nach Verlängerung verloren ging. Basels Champions League Saison endete zwar nach der Gruppenphase aber im Europa League avancierte sie bis in den Viertelfinals. Der FCB bestritt 68 Partien (36 Meisterschaft, 6 Cup, 10 Champions League und 6 Europa League, sowie 10 Testspiele). Dabei hatte Elneny unter Trainer Murat Yakin insgesamt 55 Einsätze, davon 32 in der Super League, 4 im Cup, 6 in der Champions und 6 in der Europa League, sowie 7 in Testspielen. Er schoss dabei ein Tor in der Meisterschaft.
Auch die Spielzeit 2014/15 verlief für Elneny sehr erfolgreich. Das Team beendete die Meisterschaft 2014/15 zum 18. Mal als Schweizer Meister mit 12 Punkten Vorsprung auf den Zweitplatzierten BSC Young Boys und 25 Punkten Vorsprung auf den Drittplatzierten FC Zürich. Basel stand, wie im Vorjahr, im Final des Schweizer Cups, welcher aber gegen FC Sion 0:3 verloren ging. In der 2014/15 Champions League Saison avancierte Basel bis in den Achtelfinals. Während der Spielzeit 2014/15 bestritt der FC Basel insgesamt 65 Partien (36 Meisterschaft, 6 Cup, 8 Champions League und 15 Testspiele). Unter Trainer Paulo Sousa hatte Elneny insgesamt 51 Einsätze, davon 29 in der Super League, 6 im Cup, 7 in der Champions League sowie 9 in Testspielen. Er schoss dabei 5 Tore, darunter 2 in der Meisterschaft und 1 im Cup.
Obwohl Elneny den Verein in der Winterpause verließ, unter Trainer Urs Fischer gewann Basel am Ende der Saison 2015/16 den Meistertitel. Für Elneny war es der vierte Titel, für den Club der siebte in Serie und insgesamt der 19. Titel der Vereinsgeschichte.

### FC Arsenal/Beşiktaş Istanbul
Am 14. Januar 2016 wechselte Elneny in die Premier League zum FC Arsenal. In seiner ersten Saison im Verein wies Elneny eine Anzahl an insgesamt 24 Pflichtspiele auf. Er gewann im Mai 2017 den Englischen Pokal 2017 und im August 2017 den Englischen Supercup 2017.
Anfang September 2019 wechselte Elneny bis zum Ende der Saison 2019/20 auf Leihbasis in die türkische Süper Lig zu Beşiktaş Istanbul. Nachdem er in seinem Debüt die rote Karte gesehen hatte und drei Spiele aussetzten musste, fand er gut in die Saison herein. Elneny etablierte sich als Stammspieler und absolvierte insgesamt 27 Süper-Lig-Spiele (alle von Beginn), in denen er ein Tor erzielte.
Zur Saison 2020/21 kehrte Elneny zum FC Arsenal zurück, der seit Dezember 2019 von Mikel Arteta wurde. Ende August stand er beim Gewinn des FA Community Shield gegen den Meister FC Liverpool das gesamte Spiel über auf dem Feld.

## Nationalmannschaft
Elneny gab sein Debüt für die ägyptische Fußballnationalmannschaft am 3. September 2011 bei der 1:2-Niederlage im Qualifikationsspiel für den Afrika-Cup gegen Sierra Leone. Er erreichte im olympischen Fußballturnier 2012 in Großbritannien mit Ägypten das Viertelfinale. Sein erstes Länderspieltor erzielte er am 4. Juni 2014 beim 2:2-Unentschieden im Freundschaftsspiel gegen Jamaika. Er war Teil des ägyptischen Kaders bei der Weltmeisterschaft 2018 in Russland, in der Ägypten in der Gruppenphase nach Niederlagen gegen Russland, Uruguay und Saudi-Arabien als letzter der Gruppe A ausschied. Er kam in allen drei Partien zum Einsatz.

## Titel und Erfolge
FC Basel
- Schweizer Meister: 2013, 2014, 2015, 2016
- Schweizer Cupfinalist: 2013, 2014
- Uhrencupsieger: 2013

FC Arsenal
- Englischer Pokalsieger: 2017
- Englischer Supercupsieger: 2017, 2020